# تحمل دارویی

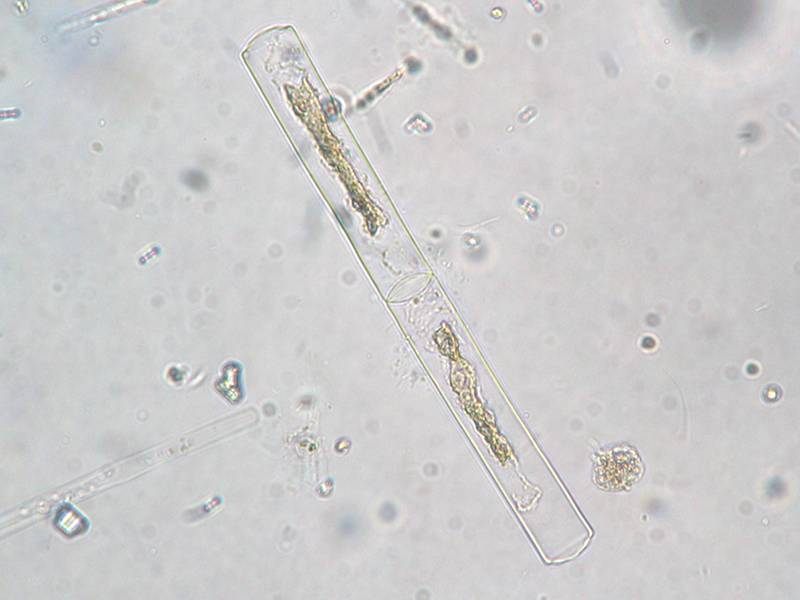
تطبیق‌پذیری

تطبیق‌پذیری یا تحمل دارویی یا تلرانس دارویی نسبت به دارو یا مواد مخدر، مفهومی در داروشناسی است که به کاهش واکنش مصرف‌کننده دارو یا مواد مخدر پس از تکرار مصرف گفته می‌شود. تطبیق‌پذیری نشان‌دهنده مصرف مکرر دارو یا مواد است، اما لزوماً به معنی وابستگی یا اعتیاد نیست.